# إستوشنو سراييفو
جراداتشاتس (بالإنجليزية:  Istočno Sarajevo)‏ هي مدينة في جمهورية صرب البوسنة في البوسنة والهرسك.

## معرض صور

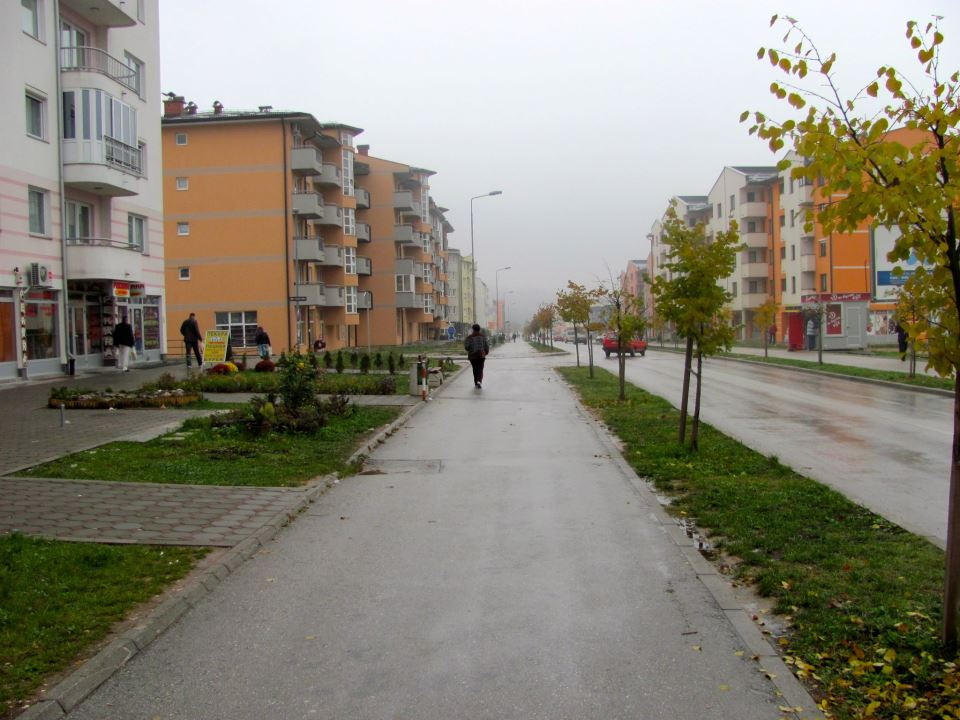
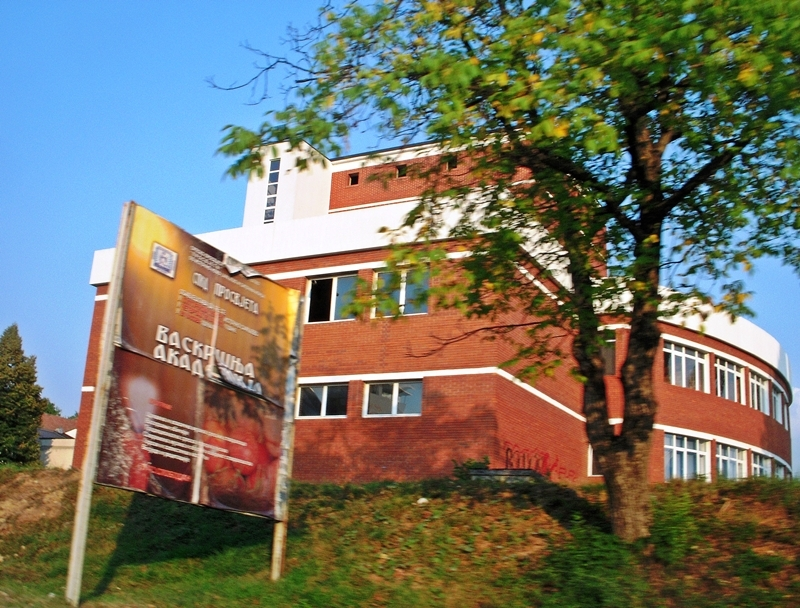
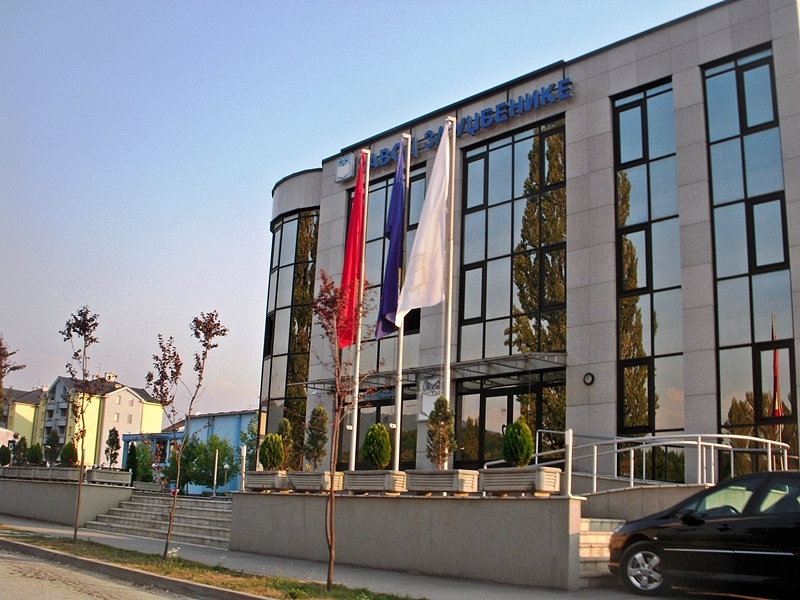
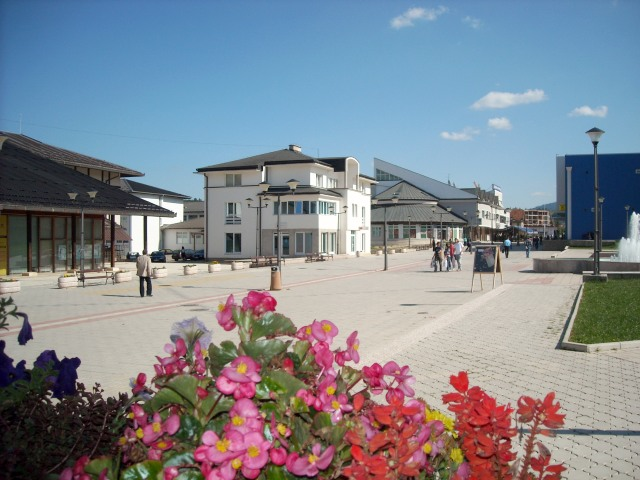
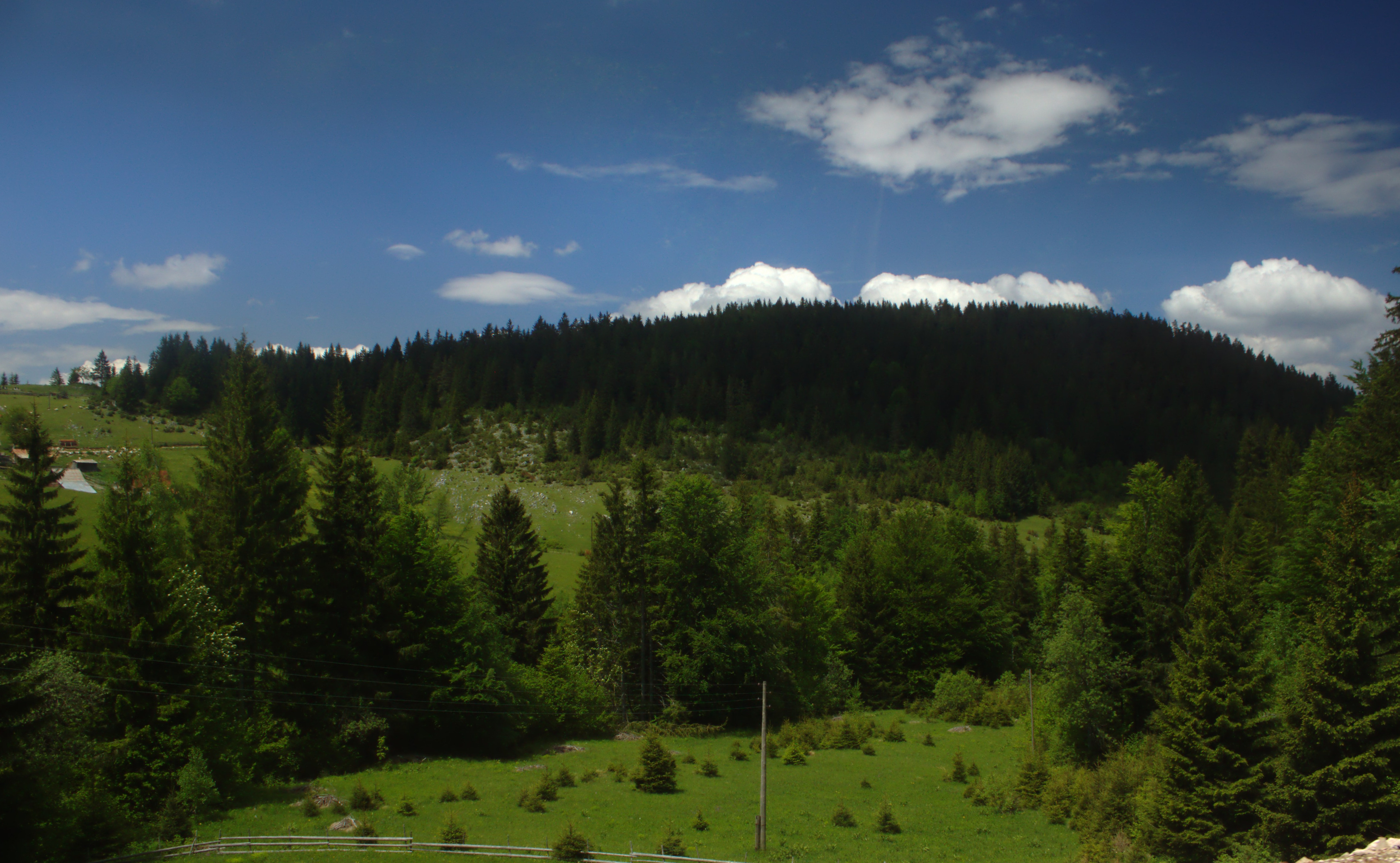
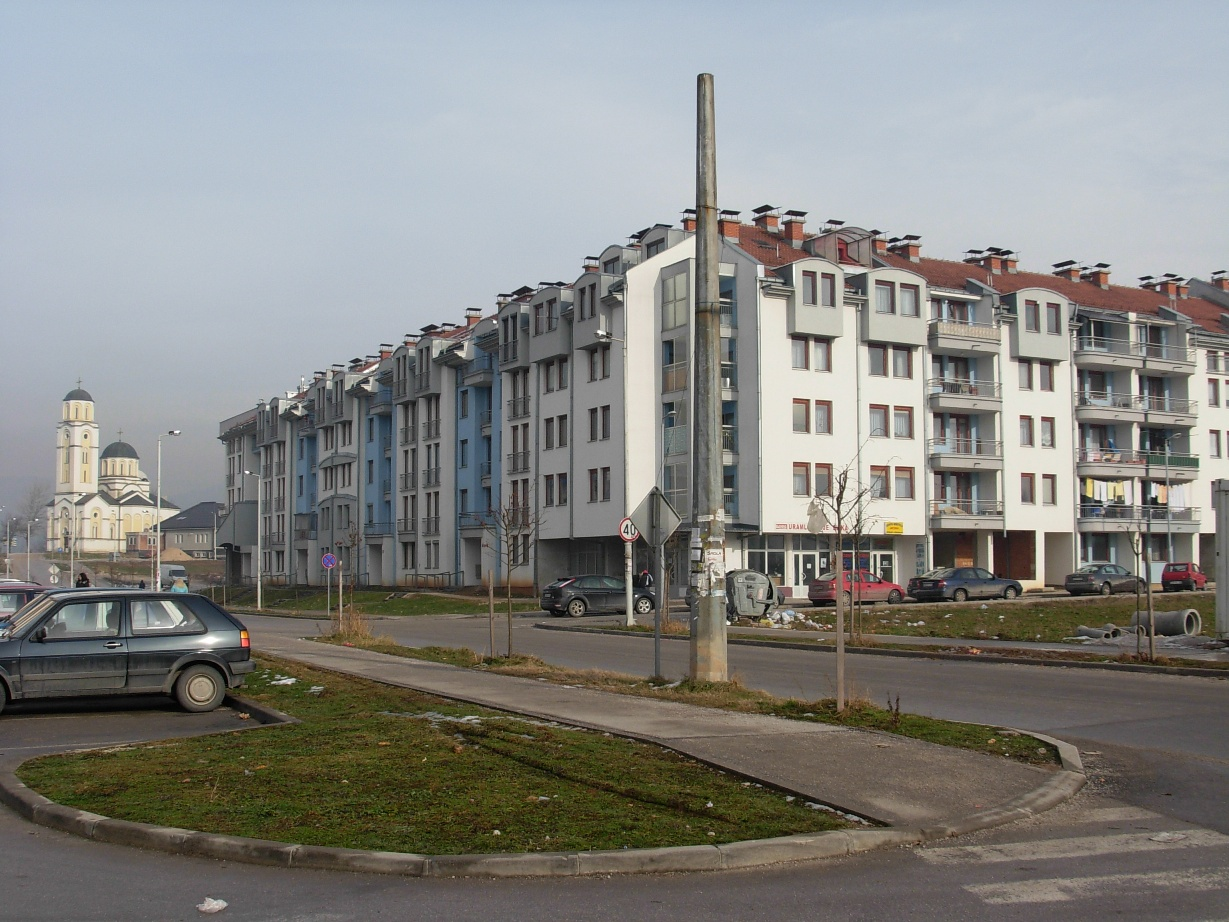